# هانس جی هوفمان
هانس جی هوفمان (انگلیسی: Hans J. Hofmann; ۳ اکتبر ۱۹۳۶ در کیل، آلمان– ۱۹ مهٔ ۲۰۱۰ در مونترال، کبک، کانادا) دیرین‌شناس، و استاد دانشگاه اهل کانادا بود.
هوفمان متخصص پژوهش در زمینه فسیل های پرکامبرین با استفاده از مدل های رایانه ای و پردازش تصویری بود.
او زاده آلمان بود اما به مونترال کانادا مهاجرت کرد و در دانشگاه مک گیل زمین شناسی خواند. هوفمان در همین دانشگاه و با راهنمایی پروفسور تی. اچ. کلارک دکترای خود را دریافت کرد. به مدت سه سال در دانشگاه سینسیناتی تدریس کرد و بعد به سازمان زمین شناسی کانادا پیوست. هوفمان به مدت 31 سال (1969-2000) در دپارتمان زمین شناسی دانشگاه مونترال تدریس کرد. او در ده سال آخر عمر خود به عنوان پژوهشگر در موزه رِدپَث و استادیار در دپارتمان زمین و علوم سیاره ای در دانشگاه مک گیل به فعالیت ادامه داد.
آکادمی ملی علوم کانادا از هوفمان «برای اکتشاف های پیشگامانه در زمینه فسیل شناسی که موجب روشن شدن مراحل ابتدایی تکامل بشر شده اند» قدردانی کرده است.
هانس جی هوفمان در سال 1959 برنده مدال ویلت میلر از سوی انجمن پادشاهی کانادا و در سال 2002 برنده مدال چارلز دولیتل از سوی انجمن ملی علوم کانادا شده است.